# Total Control (album de Yo-Yo)
Pour les articles homonymes, voir Total Control.
Albums de Yo-Yo
You Better Ask Somebody
(1993) Ebony
(1998)
Singles
1. Bonnie and Clyde II
Sortie : 1996

Total Control est le quatrième album studio de Yo-Yo, sorti le 29 octobre 1996.
L'album s'est classé 46e au Top R&B/Hip-Hop Albums.

## Liste des titres
| No  | Titre                                      | Contient un (des) sample(s) de | Durée |
| --- | ------------------------------------------ | --- | ----- |
| 1.  | One for the Cuties (featuring MC Lyte)     | Flash Light de Parliament Get Up to Get Down de Brass Construction | 4:00  |
| 2.  | Yo Yo Funk                                 | Funkin' for Jamaica (N.Y.) de Tom Browne School Boy Crush de l'Average White Band Bonita Applebum de A Tribe Called Quest | 4:17  |
| 3.  | Bonnie and Clyde II (featuring Ice Cube)   | The Bonnie & Clyde Theme de Yo-Yo featuring Ice Cube Deep Cover de Dr. Dre et Snoop Dogg The Message de Grandmaster Flash and The Furious Five featuring Grandmaster Melle Mel et Duke Bootee Hot Sex de A Tribe Called Quest More Bounce to the Ounce de Zapp What Can I Do? (Remix) d'Ice Cube Paid in Full d'Eric B. & Rakim No Vaseline d'Ice Cube You Can't Fade Me/JD's Gafflin' d'Ice Cube | 3:59  |
| 4.  | Steady Risin'                              | Got to Be Real de Cheryl Lynn | 4:35  |
| 5.  | Same Ol' Thang (Everyday) (featuring Dori) | Cutie Pie de One Way (Sittin' On) The Dock of the Bay d'Otis Redding Saturday Love de Cherrelle (en) et Alexander O'Neal | 3:54  |
| 6.  | Tre' Ride (featuring MC Breed)             | | 4:29  |
| 7.  | Body Work (featuring Teena Marie)          | Push de One Way | 4:13  |
| 8.  | How Can I Be Down (featuring Ruff Dogg)    | | 4:08  |
| 9.  | Thank You, Boo                             | Feels So Real (Won't Let Go) de Patrice Rushen Thank You (Falettinme Be Mice Elf Agin) de Sly & the Family Stone | 3:52  |
| 10. | Yo Yo's Night                              | Ladies' Night de Kool & the Gang | 4:26  |